# 諾韋 (托克馬克市鎮)
47°20′42″N 35°47′55″E / 47.34500°N 35.79861°E
諾韋（烏克蘭語：Нове）是位於烏克蘭東南部的村莊，由扎波羅熱州波洛希區的托克馬克市鎮負責管轄。該村始建於1932年，面積653.9平方公里，海拔高度121米，2001年人口735，人口密度每平方公里1.12人。